# Indianapolis Motor Speedway
Der Indianapolis Motor Speedway ist eine Motorsport-Rennstrecke in Speedway, Vereinigte Staaten, die komplett von der Stadt Indianapolis umschlossen ist. Der Superspeedway ist ein Oval mit einer Länge von vier Kilometern (2,5 Meilen). An der Rennstrecke finden 300.000 Zuschauer Platz; sie ist damit das größte Sportstadion der Vereinigten Staaten. Die Strecke ist Austragungsort für die Indianapolis 500 und das Brickyard 400. Von 2008 bis 2014 wurde außerdem der Große Preis von Indianapolis im Rahmen der Motorrad-Weltmeisterschaft ausgetragen. Die Rennstrecke wurde im Jahr 1975 in das National Register of Historic Places aufgenommen und im Jahr 1987 zu einer National Historic Landmark erklärt.
Der Indianapolis Motor Speedway ist die ältere und größere der zwei großen Motorsportanlagen in Indianapolis, neben dem nur zwölf Kilometer (7,5 mi) entfernten Lucas Oil Raceway at Indianapolis.

## Geschichte
Der Unternehmer Carl Graham Fisher aus Indiana, selbst begeisterter Rennfahrer, beschäftigte sich ab 1903 mit der „Notwendigkeit einer Versuchsstrecke von drei bis fünf Meilen“. Unterstützt wurde er von Frederick E. Moskovics, dem Geschäftsführer des Autobauers Marmon in Indianapolis.
Die erste in den Vereinigten Staaten speziell für Autorennen gebaute Rennstrecke wurde im August 1909 erstmals benutzt. Die damals mit Schotter und Teer befestigte Fahrbahn verursachte jedoch einige tödliche Unfälle sowohl bei den Fahrern als auch bei den Zuschauern. Das Rennen wurde bereits nach der Hälfte der Renndistanz abgebrochen. Fisher ließ daraufhin die Rennstrecke mit 3,2 Millionen Ziegelsteinen (bricks) renovieren. Am 30. Mai 1911 konnten das erste Mal die Indianapolis 500 stattfinden. Der erste Sieger war Ray Harroun auf Marmon Wasp mit einer Durchschnittsgeschwindigkeit von 120,060 km/h.

Logo des Indianapolis Motor Speedway von 1970er bis 2008
Logo des Indianapolis Motor Speedway von 2009 bis 2011

Im Jahr 1935 gab es 15 Unfälle, was dazu führte, die Ziegelsteinoberfläche durch Asphaltflecken zu ersetzen. Das Ansehen der Indy 500 stieg so weit, dass das Rennen von 1950 bis 1960 zur Formel-1-Weltmeisterschaft zählte.
In den 1960er Jahren wurde die Ziegelsteinoberfläche bis auf einen drei Fuß (ein Yard, entsprechend 91 Zentimeter) breiten Streifen an der Start- und Ziellinie komplett durch Asphalt ersetzt, was dem Oval den Namen The Brickyard einbrachte.
Am 7. März 1975 wurde der Indianapolis Motor Speedway als ein Landschaftsdenkmal und Historic District in das National Register of Historic Places aufgenommen.
Im Jahr 1989 fuhr der ehemalige Formel-1-Pilot Emerson Fittipaldi die höchste Geschwindigkeit mit 350 km/h, ein Jahr später siegte Arie Luyendyk mit einer Durchschnittsgeschwindigkeit von 299,307 km/h.
Für die Formel 1 wurde im Jahr 1998 eine Infield-Strecke geschaffen. Dabei wird auf einem Teil des Ovals gefahren und anschließend durch die Mitte des Ovals zurück. Anders als der Ovalkurs wird die Infield-Strecke allerdings im Uhrzeigersinn befahren, was den Konventionen der meisten anderen Formel-1-Strecken entspricht. Im Jahr 2005 sorgte ein neuer Asphaltbelag für einen Skandal in der Formel 1. Der Grand Prix wurde nur von den sechs Bridgestone-bereiften Autos gefahren, nachdem es in den Trainingsläufen wiederholt zu Reifenschäden der mit Michelin bereiften Autos kam, und Michelin den von ihnen belieferten Teams aus Sicherheitsgründen die Absage des Rennens empfahl.
Am 17. Juli 2007 wurde bekannt gegeben, dass auf der Strecke im Infield ab der Saison 2008 mit dem Großen Preis von Indianapolis auch Rennen der Motorrad-Weltmeisterschaft ausgetragen werden. Dabei wurde die Formel-1-Strecke in umgekehrter Richtung und in etwas abgeänderter Form befahren.
Am 4. November 2019 gab Hulman & Company den Verkauf seines Unternehmens bekannt, mit eingeschlossen im Verkauf der Indianapolis Motor Speedway, an Roger Penske (Penske Corporation).

Das Quad-Oval
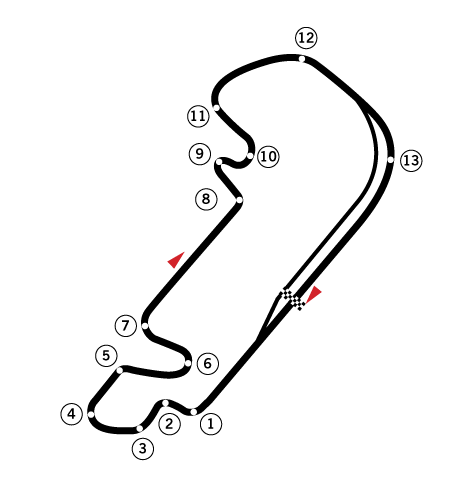
1998 gebaute Infield-Rennstrecke für die Formel 1
Abgeänderte Infield-Rennstrecke für die Motorrad-WM

## Statistik

### Streckendaten

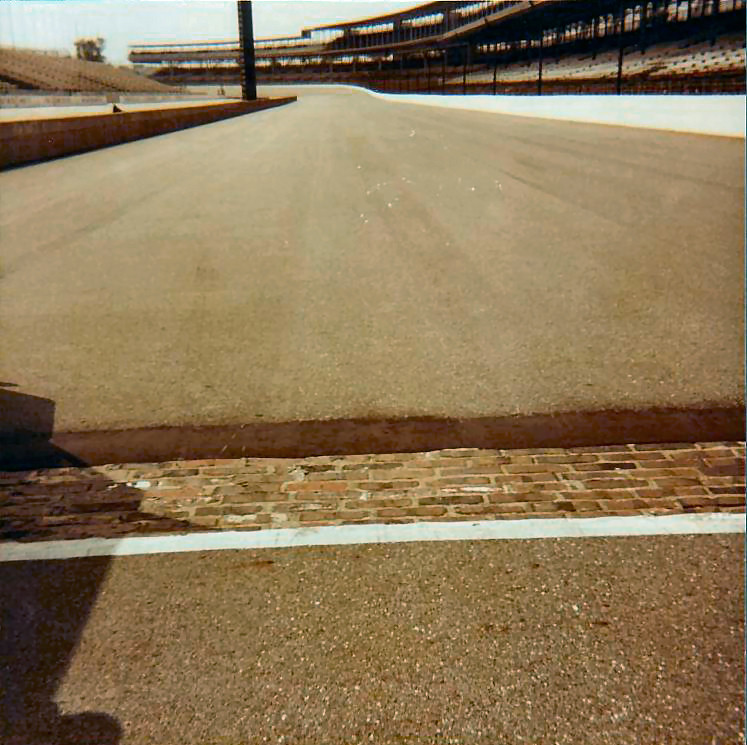
The Brickyard

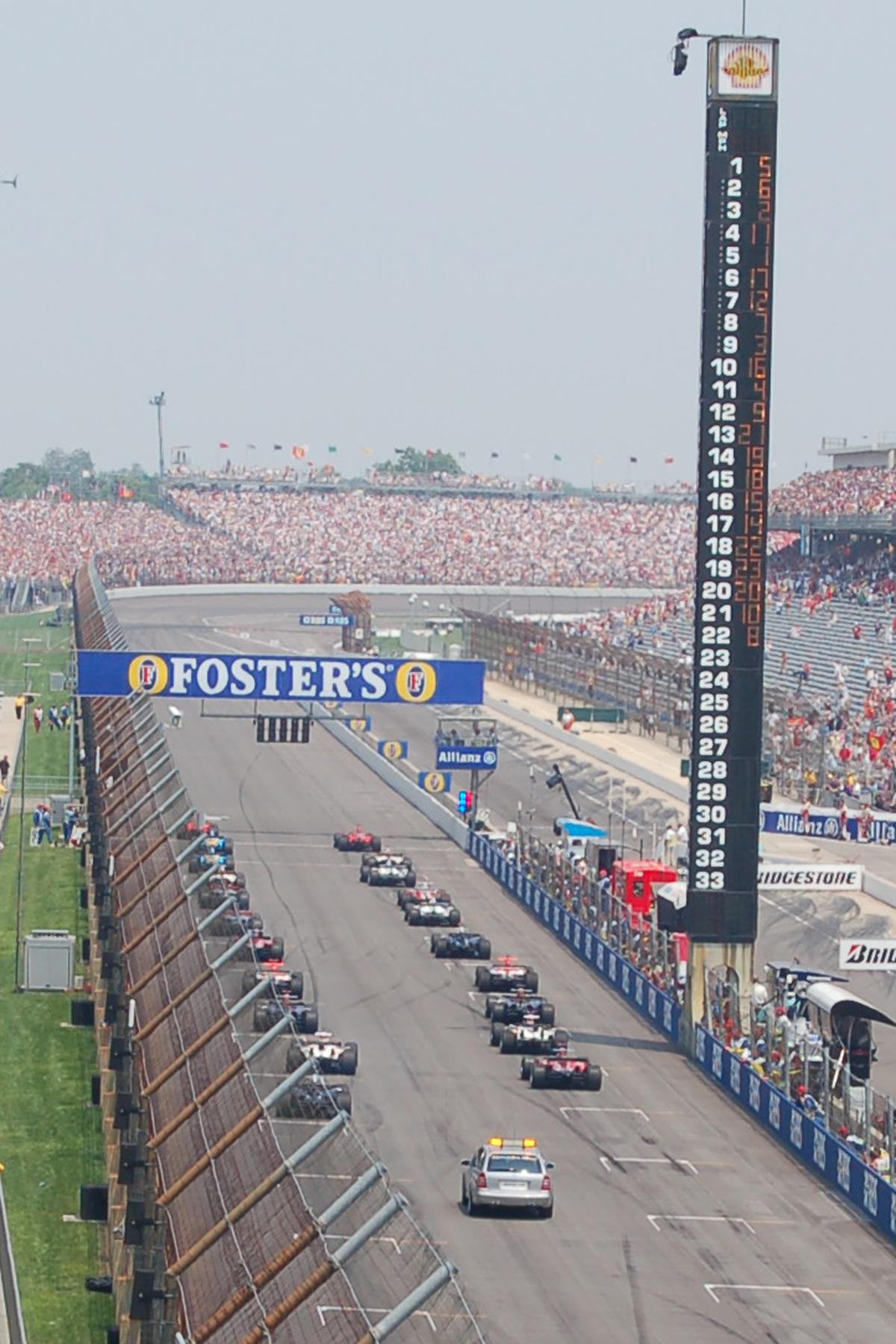
Blick auf die Startaufstellung zum GP der USA 2006. Rechts ist der markante Pfeiler zu sehen, auf dem die Rennpositionen angezeigt werden.

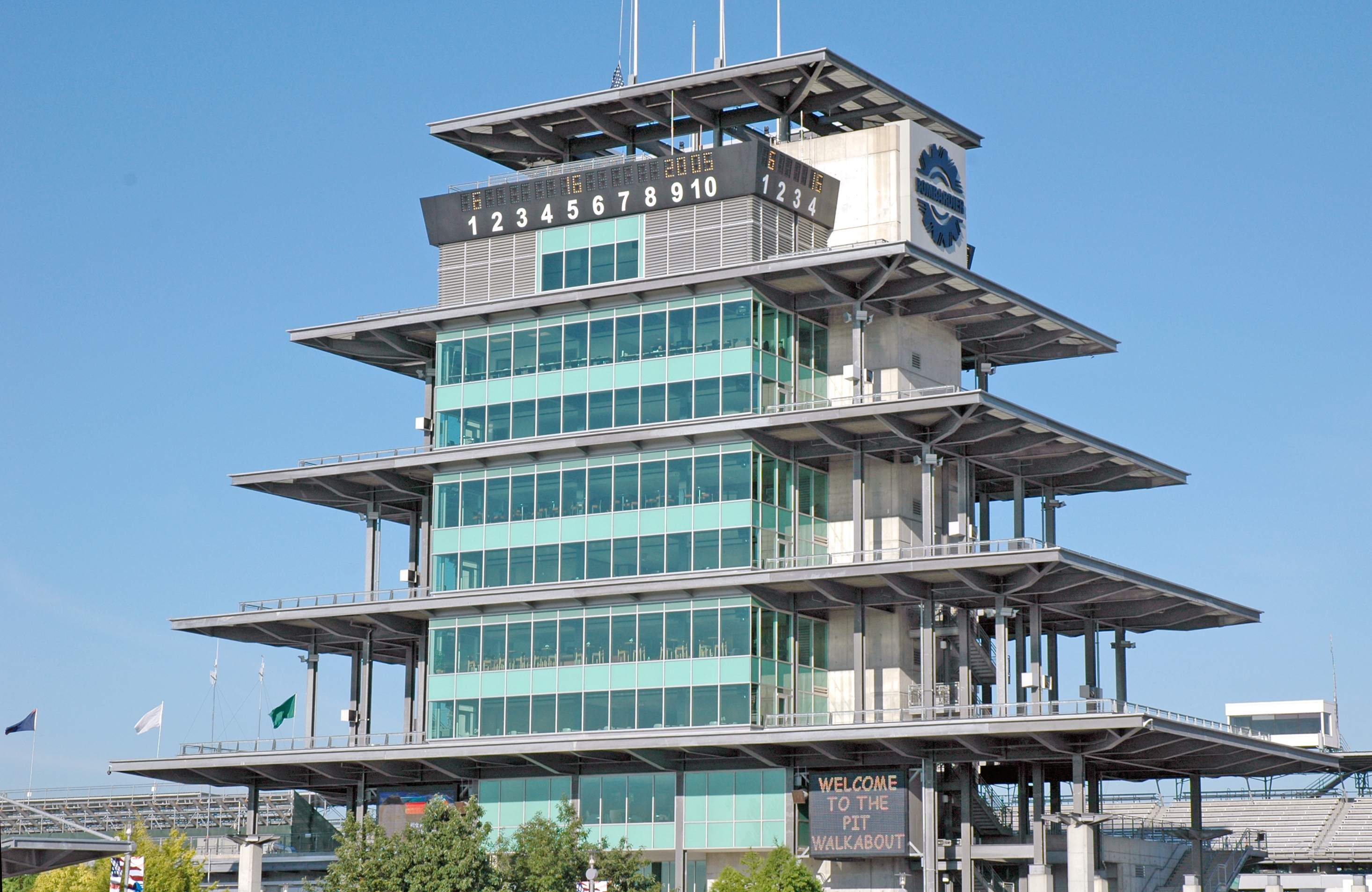
Der „Pagoda“-Hauptkontroll-Tower

- Das Oval besitzt vier um 9° 12' überhöhte Steilkurven mit einer Länge von jeweils 1320 Fuß (zirka 400 Meter).
- Die Gesamtlänge beträgt 2,5 Meilen (zirka 4 Kilometer).
- Die Grand-Prix-Strecke hat eine Länge von 4,192 Kilometern, und es wurden von der Formel 1 73 Runden gefahren. Der Pole-Rekord stammt von Rubens Barrichello aus dem Jahr 2004 mit einer Zeit von 1:10,233 Minuten. Die absolute Bestzeit erzielte er an jenem Wochenende jedoch in 1:09,454 im 1st Run des Qualifyings, das aber nicht für die Startaufstellung maßgeblich war und von 2003 bis 2005 gefahren wurde.

### Rekorde
Indianapolis 500
| Art                     | Distanz (Meilen/Kilometer) | Datum        | Fahrer        | Zeit        | Durchschnittsgeschwindigkeit (mph / km/h) |
| ----------------------- | -------------------------- | ------------ | ------------- | ----------- | ----------------------------------------- |
| Training* (1 Runde)     | 2,500 / 4,023              | 10. Mai 1996 | Arie Luyendyk | 0:00:37,616 | 239,260 / 385,052                         |
| Qualifying** (1 Runde)  | 2,500 / 4,023              | 12. Mai 1996 | Arie Luyendyk | 0:00:37,895 | 237,498 / 382,216                         |
| Qualifying** (4 Runden) | 10,000 / 16,093            | 12. Mai 1996 | Arie Luyendyk | 0:02:31,908 | 236,986 / 381,392                         |
| Rennen (200 Runden)     | 500,000 / 804,672          | 26. Mai 2013 | Tony Kanaan   | 2:40:03,418 | 187,433 / 301,644                         |

* Streckenrekord der Oval-Variante
** Rekord hat nicht zur Pole gezählt
Brickyard 400
| Art                  | Distanz (Meilen/Kilometer) | Datum          | Fahrer        | Zeit        | Durchschnittsgeschwindigkeit (mph / km/h) |
| -------------------- | -------------------------- | -------------- | ------------- | ----------- | ----------------------------------------- |
| Qualifying (1 Runde) | 2,500 / 4,023              | 26. Juli 2014  | Kevin Harvick | 0:00:47,647 | 188.889 / 303.987                         |
| Rennen (160 Runden)* | 400,000 / 643,738          | 5. August 2000 | Bobby Labonte | 2:33:55,979 | 155,912 / 250,893                         |

Grand Prix der USA
| Art                  | Distanz (Meilen/Kilometer) | Datum         | Fahrer             | Zeit        | Durchschnittsgeschwindigkeit (mph / km/h) |
| -------------------- | -------------------------- | ------------- | ------------------ | ----------- | ----------------------------------------- |
| Training* (1 Runde)  | 2,605 / 4,192              | 19. Juni 2004 | Rubens Barrichello | 0:01:09,454 | 135,025 / 217,301                         |
| Qualifying (1 Runde) | 2,605 / 4,192              | 19. Juni 2004 | Rubens Barrichello | 0:01:10,223 | 133,546 / 214,921                         |
| Rennen (73 Runden)   | 190,165 / 306,041          | 19. Juni 2005 | Michael Schumacher | 1:29:43,181 | 127,173 / 204,665                         |

* Streckenrekord der Formel-1-Variante

### Alle Sieger von Formel-1-Rennen in Indianapolis

#### Ovalkurs
Zwischen 1950 und 1960 wurde das Indy 500 im Rahmen der „Automobil-Weltmeisterschaft“ (erst ab 1981 „Formel-1-Weltmeisterschaft“) ausgetragen. Da aber keine Fahrzeuge nach Formel-1-Reglement zugelassen waren, werden diese Rennen hier nicht mit aufgezählt. 

#### Infield-Straßenkurs
| Nr. | Jahr | Fahrer             | Konstrukteur | Motor    | Reifen | Zeit          | Streckenlänge | Runden | Ø-Tempo      | Datum         | GP der |
| --- | ---- | ------------------ | ------------ | -------- | ------ | ------------- | ------------- | ------ | ------------ | ------------- | ------ |
| 1   | 2000 | Michael Schumacher | Ferrari      | Ferrari  | B      | 1:36:30,883 h | 4,192 km      | 73     | 190,376 km/h | 24. September | USA    |
| 2   | 2001 | Mika Häkkinen      | McLaren      | Mercedes | B      | 1:32:42,840 h | 4,192 km      | 73     | 198,039 km/h | 30. September | USA    |
| 3   | 2002 | Rubens Barrichello | Ferrari      | Ferrari  | B      | 1:31:07,934 h | 4,192 km      | 73     | 201,476 km/h | 29. September | USA    |
| 4   | 2003 | Michael Schumacher | Ferrari      | Ferrari  | B      | 1:33:35,997 h | 4,192 km      | 73     | 196,222 km/h | 28. September | USA    |
| 5   | 2004 | Michael Schumacher | Ferrari      | Ferrari  | B      | 1:40:29,914 h | 4,192 km      | 73     | 182,699 km/h | 20. Juni      | USA    |
| 6   | 2005 | Michael Schumacher | Ferrari      | Ferrari  | B      | 1:29:43,181 h | 4,192 km      | 73     | 204,648 km/h | 19. Juni      | USA    |
| 7   | 2006 | Michael Schumacher | Ferrari      | Ferrari  | B      | 1:34:35,199 h | 4,192 km      | 73     | 194,118 km/h | 2. Juli       | USA    |
| 8   | 2007 | Lewis Hamilton     | McLaren      | Mercedes | B      | 1:31:09,965 h | 4,192 km      | 73     | 201,401 km/h | 17. Juni      | USA    |

Rekordsieger
Fahrer: Michael Schumacher (5) • Fahrernationen: Deutschland (5) • Konstrukteure: Ferrari (6) • Motorenhersteller: Ferrari (6) • Reifenhersteller: Bridgestone (8)

### Alle Sieger von MotoGP-Rennen in Indianapolis
| Nr. | Jahr | Sieger          | Motorrad | Reifen | Zeit          | Streckenlänge | Runden | Ø-Tempo      | Datum         | GP von       |
| --- | ---- | --------------- | -------- | ------ | ------------- | ------------- | ------ | ------------ | ------------- | ------------ |
| 1   | 2008 | Valentino Rossi | Yamaha   | B      | 37:20,095 min | 4,216 km      | 20     | 135,509 km/h | 14. September | Indianapolis |
| 2   | 2009 | Jorge Lorenzo   | Yamaha   | B      | 47:13,592 min | 4,216 km      | 28     | 149,977 km/h | 30. August    | Indianapolis |
| 3   | 2010 | Dani Pedrosa    | Honda    | B      | 47:31,615 min | 4,216 km      | 28     | 149,029 km/h | 29. August    | Indianapolis |
| 4   | 2011 | Casey Stoner    | Honda    | B      | 46:52,786 min | 4,216 km      | 28     | 151,086 km/h | 28. August    | Indianapolis |
| 5   | 2012 | Dani Pedrosa    | Honda    | B      | 46:39,631 min | 4,216 km      | 28     | 151,796 km/h | 19. August    | Indianapolis |
| 6   | 2013 | Marc Márquez    | Honda    | B      | 44:52,463 min | 4,216 km      | 27     | 152,201 km/h | 18. August    | Indianapolis |
| 7   | 2014 | Marc Márquez    | Honda    | B      | 42:07,041 min | 4,170 km      | 27     | 160,395 km/h | 10. August    | Indianapolis |
| 8   | 2015 | Marc Márquez    | Honda    | B      | 41:55,371 min | 4,170 km      | 27     | 161,139 km/h | 9. August     | Indianapolis |

Rekordsieger
Fahrer: Marc Márquez (3) • Fahrernationen: Spanien (6) • Konstrukteure: Honda (6) • Reifenhersteller: Bridgestone (8)

## Veranstaltungen

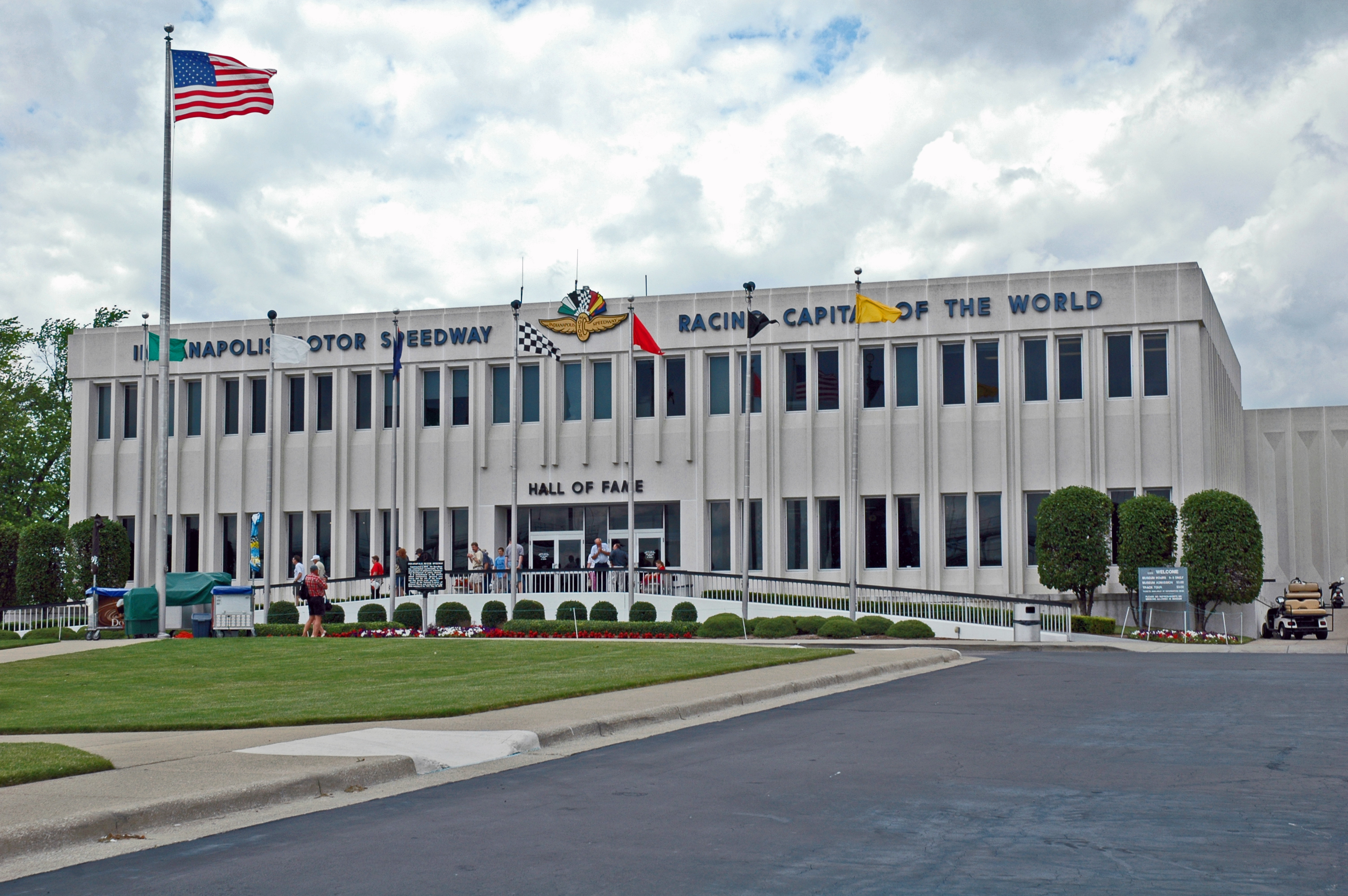
Das Hall of Fame Museum

- IndyCar Series (Indianapolis 500, Grand Prix of Indianapolis)
- Monster Energy NASCAR Cup Series (Brickyard 400)
- Formel 1 (als „United States Grand Prix“, von 2000 bis 2007)
- Motorrad-Weltmeisterschaft (Klassen: 125 cm³, 250 cm³, MotoGP)
- GT3 Cup (Zwillingsrennen)
- Formel BMW USA
- Liberty Challenge – Indy Pro Series (2 Rennen)
- OneAmerica 500 Festival Mini-Marathon (Halbmarathon)
- Brickyard Grand Prix (Sportwagenrennen)
- Red Bull Air Race Weltmeisterschaft (Flugzeug-Rennen, seit 2016)